# Yesung
Kim Jong-woon, född 24 augusti 1984, mer känd under sitt artistnamn Yesung, är en koreansk popsångare och skådespelare. Yesung är en av de fyra mer framträdande sångarna i bandet Super Junior. Han har varit radiovärd för sitt eget radioprogram, M.I.R.A.C.L.E for you, som slutade sända i september 2007. Hans artistnamn Yesung (hanja: 藝聲) betyder "konstnärlig röst" och härstammar från frasen "예술가의 성대" som betyder "stämband av en konstnär".